# Jałówka (okręg wileński)
Jałówka, Egliszki (lit. Egliškės) – wieś na Litwie, w okręgu wileńskim, w rejonie wileńskim, w gminie Mickuny. Graniczy z Wilnem.

## Historia
Pod zaborami wieś, karczma i zaścianek; w II Rzeczypospolitej zaścianek i dwie wsie: Jałówka I i II. W XIX i w początkach XX w. położona była w Rosji, w guberni wileńskiej, w powiecie wileńskim. Po I wojnie światowej pod administracją polską, w Zarządzie Cywilnym Ziem Wschodnich. W latach 1920–1922 w składzie Litwy Środkowej.
Od 11 kwietnia 1922 leżała w Polsce, w województwie wileńskim, w powiecie wileńsko-trockim, w gminie Mickuny. W 1931 miejscowość liczyła:
- wsie Jałówka I i Jałówka II – 134 mieszkańców, zamieszkałych w 23 budynkach,
- zaścianek Jałówka – 13 mieszkańców, zamieszkałych w 4 budynkach[3].

Po II wojnie światowej w granicach Związku Sowieckiego. Od 1991 na niepodległej Litwie.